# Partit Comunista de Veneçuela
El Partit Comunista de Veneçuela (en castellà Partido Comunista de Venezuela), o PCV, és un partit polític de Veneçuela de tendència comunista, nascut el 5 de març de 1931, sent el partit contemporani més antic del país. Va formar part del Gran Pol Patriòtic, donant suport al govern de Chávez primer, i de Maduro després, però es va anar distanciant del darrer fins a la seva ruptura al 2020. Recentment, hi ha una gran polèmica entorn la intervenció legal del Partit per part de les autoritats, criticada per la majoria dels seus membres.

## Història

### Fundació i orígens
Durant la dècada de 1930 existia el Buró del Carib, un organisme que formava part de la Internacional Comunista, la qual va enviar a Caracas a Aurelio Fortoul amb la missió d'organitzar el Partit Comunista a Veneçuela. Fortoul amb molta prudència, ja que eren activitats il·legals durant la dictadura de Juan Vicente Gómez, va començar a reunir diversos possibles membres del partit per separat. És així com es realitza la primera reunió i es crea la primera Cèl·lula del PCV.
Ràpidament es va estendre, creant noves cèl·lules i comités, participant del sindicalisme i generant ràdios pròpies, al març de 1931 sorgeix El Martell, òrgan de propaganda, i editen el Manifest Comunista el qual es titulava La lluita pel pa i per la terra. Per al 1932 ja tenia uns 300 militants i 600 simpatitzants en període de prova. Pel febrer de 1932 es convoca i efectua una conferència regional, amb trenta delegats, i es tria un comitè central provisional.
Després de la mort del Dictador Vicente Gómez, es va iniciar un procés conegut a Veneçuela com la «transició democràtica» amb la designació d'Eleazar López Contreras com a president, però es van mantenir les lleis contràries al comunisme i a l'anarquisme, obligant al Partit a mantenir-se en la clandestinitat o participar d'estructures legals com el Partit Republicà Progressista, el Moviment Organització Veneçolana, la Federació d'Estudiants de Veneçuela Organització Política, o el Bloc Nacional Democràtic. Malgrat les dificultats, va enfortir-se paulatinament, amb influència al sector petrolier a Zulia, entre els estudiants i obrers a Caracas, i entre camperols a les zones rurals. En aquest sentit, va tenir un paper dirigent en la vaga petroliera a Veneçuela de 1936.
Finalment, al 1937 es comencen a agrupar els nuclis comunistes, celebrant la I Conferència Nacional del PCV, la qual es va realitzar el 8 d'agost de 1937 a la ciutat de Maracay. Dels resultats d'aquesta primera conferència es va establir la direcció del PCV, es va escollir el primer Comitè Central i es van ordenar certes línies d'acció política entre les quals va destacar l'abandonament de la afiliació en altres partits o estructures interclassistes.

### Primera etapa legal
Al 1941 el Partit decideix donar suport a l'escriptor progressista Rómulo Gallegos per a la presidència de Veneçuela, però la victòria l'obtindria per molt marge el militar Isaías Medina, titllat de feixista i autoritari pel PCV. Així però, als inicis del seu mandat van reconèixer cert aperturisme, que van aprofitar més endavant per formar la Unió Popular Veneçolana (UPV), que va funcionar com a “façana legal” del PCV fins a la seva desarticulació per instàncies d'Acció Democràtica, que cercava el debilitament del Partit per aprofitar-ho electoral i sindicalment, nogensmenys, per a 1944 el PCV controlava 109 dels 150 sindicats formalment constituïts.
Al 1945 es reforma la constitució, derogant l'article que feia especial menció als comunistes i anarquistes, permetent la legalització del Partit. Tot i el cop d'Estat de 1945 (on precisament va participar AD), van poder mantenir l'activitat i convocar pel 1946 el I Congrés del PCV, anomenat "de la Unitat", ja que es va propiciar la unificació de tres faccions diferenciades. Durant els següents anys, va participar en l'Assemblea Constituent obtenint dos diputats, els quals signarien la nova Constitució de 1947. En el mateix any, es forma la Joventut Comunista de Veneçuela.
A les eleccions presidencials i parlamentàries de 1947, el Partit, amb candidats propis, obté un senador i tres diputats. Per a 1948, any del II Congrés, el partit ja comptava amb 17.000 militants. Durant el trienni Adeco van centrar-se en la pugna per l'hegemonia sindical i política amb Acció Democràtica. Amb el nou Cop d'estat de 1948, s'obre un nou període de retallades de llibertats civils i polítiques, en la qual, tot i no ser il·legalitzat, el Partit de facto torna a la clandestinitat, ja que no se li permetia activitat.
Al maig de 1950 el Partit torna a tenir un paper dirigent a la Vaga petrolera, que s'estén pel país i provoca la il·legalització total del PCV, donant inici a una escalada de persecució, empresonament i assassinats de diversos dels dirigents o militants del Partit. Més endavant participen en la creació de la Junta Patriòtica, organisme d'oposició transversal a la dictadura, que aconsegueix al 1958 l'enderrocament de Marcos Pérez.

### Segona etapa legal i lluita armada
Amb la caiguda de la dictadura, s'enceta al país una nova etapa democràtica liderada per una Junta de Govern unitària presidida per Wolfgang Larrazábal, que seria recolzat pel Partit per a les eleccions de desembre, tot i guanyar finalment l'anticomunista Rómulo Betancourt d'Acció Democràtica, que ràpidament promou mesures contra el PCV, assaltant seus i sindicats i prohibint el diari del Partit. A conseqüència de l'augment de la repressió i els morts de militants a manifestacions i mobilitzacions contra el règim, el PCV, en el seu III Congrés de 1961, aprova la lluita armada com a mètode per combatre el govern, formant les Forces Armades d'Alliberament Nacional (FALN), estratègia que compartiria el Movimiento de Izquierda Revolucionaria (MIR), amb el qual, després de les insurreccions del Carupanazo i el Porteñazo, acceleraria les accions i petits combats.
Al 1966 el Partit pateix una escissió per part d'un grup de guerrillers del FALN, que formarien el Partit de la Revolució Veneçolana, amb un caràcter guevarista i marxista llibertari. Un any després, analitzant els resultats de la via armada i derrotats militarment, el PCV decideix abandonar-la, reprenent el camí de masses i presentant-se a les següents eleccions legislatives sota el nom Units per Avançar (UPA), aconseguint un senador i cinc diputats.

### Tercera etapa legal i decadència
El 1969 el PCV torna per tercer cop a la legalitat, juntament amb el MIR, obrint-se un procés de pau, malgrat continua la repressió, especialment al moviment estudiantil. Les contradiccions d'aquest procés i les diferències ideològiques provoquen una nova escissió al Partit, originant al 1971 el Moviment al Socialisme, més orientat a la socialdemocràcia, integrant dècades després al propi MIR.
En la dècada dels 70 continuarà amb una participació activa en el moviment sindical veneçolà, a través de la creació d'un front polític de la CUTV l'any 72, anomenat Nova Força, que intenta ser un factor aglutinant de la Unitat Popular, en aquest front també hi participen activament el MEP i altres agrupacions.
El 1980 es celebra el VI Congrés del PCV, en el qual s'aprova el Programa del Partit, un esbós de la ruta cap a la construcció del socialisme a Veneçuela, ratificant el plantejament de l'«aliança patriòtica antiimperialista» o «àmplia conjunció de forces democràtiques». En aquest sentit formen al 1983 un bloc polític progressista per donar suport al candidat presidencial José Vicente Rangel, mentre que el MAS i el MIR finalment el trenquen per presentar el seu propi candidat, obtenint tots dos resultats limitats, amb un 3.34% i 4.17% respectivament, lluny dels principals candidats.
Durant els següents anys el Partit viuria una etapa de decadència i descontentament accelerat per la caiguda del bloc socialista, reduint el seu suport electoral al 1988 amb un sol diputat i obtenint un 0.80% a nivell presidencial. El debilitament es mantindria durant tota la dècada dels 90, fins al sorgiment de la Revolució Bolivariana, de la qual formaria part des dels inicis.

### Recuperació amb la Revolució Bolivariana
Per decisió de la X Conferència Nacional del PCV el 1998, aquest partit es va convertir en el primer a donar suport oficialment a la candidatura presidencial d' Hugo Chávez. En aquestes va obtenir una aclaparadora victòria, donant inici al procés revolucionari. El Partit aniria augmentant de nou la seva influència i força, exemplificat amb l'obtenció de set diputats el 2005, o els més de 300.000 vots a les Presidencials de 2006, gairebé el 3%, convertint el PCV en un dels principals partits del bloc chavista.
Amb la proposta de formació del Partit Socialista Unit de Veneçuela (PSUV), el PCV enceta un debat que culmina amb el XIII Congrés del PCV, amb caràcter d'«extraordinari» per decidir el destí del Partit i debatre sobre la proposta d'Hugo Chávez. Tot i les mostres de suport i recolzament al President i a la mateixa idea de formar un moviment o àmplia aliança patriòtica, el Partit finalment descarta la integració del PCV dins del PSUV, tot i que alguns quadres i militants són seduïts pe la iniciativa de Chávez.
Després de la formació del PSUV, el Partit es va consolidar com a principal aliat del chavisme, però va patir el vot útil i l'hegemonia del mateix dins del Pol Patriòtic, més endavant el Gran Pol Patriòtic Simón Bolívar. En aquest sentit, va perdre gairebé tots els diputats a l'Assemblea Nacional (de set diputats a un de sol), però a les presidencials de 2010 va augmentar el suport electoral de 2006 a gairebé mig milió de vots.

### Trencament amb el PSUV
Amb la mort d'Hugo Chávez, el PCV mantindrà el suport crític al PSUV i l'aliança del Gran Pol Patriòtic, però les contradiccions dels governs de Maduro i el que consideren abandonament de posicionaments progressistes, provocaran el trencament al 2020, sortint el PCV del Pol i obrint una nova etapa d'oposició a Maduro. Al 2020 impulsarien la coalició Alternativa Popular Revolucionària, presentant-se a les eleccions parlamentàries de 2020, aconseguint un diputat, membre del partit.
Poc després, al llarg del 2023, el Partit va alertar d'un intent d'intervenció per part del govern, que va confirmar-se el 12 d'agost, amb la intervenció del Tribunal Suprem de Justícia de Veneçuela (TSJ), nomenant una nova direcció propera al PSUV, considerat una "aberració jurídica" pròpia de "dictadures militars" per part del PCV original, que va presentar un recurs de defensa. Durant el mateix mes, també denuncien la usurpació territorial per part de diputats del PSUV.